# Maria Chełchowska-Słowik
Maria Chełchowska-Słowik (ur. 1926, zm. 10 października 2010) – polska lekkoatletka, sprinterka i skoczek w dal.
Dwukrotna srebrna medalistka zimowych mistrzostw Polski: w biegu na 60 metrów i w skoku w dal (1946).

## Rekordy życiowe
- Bieg na 200 metrów – 33,6 (1945)[1]
- Skok w dal – 4,30 (1946)[1]